# Логарифмічна похідна
В математиці, особливо в математичному і комплексному аналізі логарифмічна похідна функції f визначається формулою
{\displaystyle (\ln f)'={\frac {f'}{f}}\!},
де f ′ похідна функції f.
Коли f функція f(x) від дійсної змінної x, і приймає дійсні, строго додатні значення, логарифмічна похідна дорівнює похідній від ln(f); або, похідній натурального логарифма f. Це випливає з ланцюгового правила.

## Основні властивості
Багато властивостей дійсного логарифма також присутні і у логарифмічної похідної, навіть тоді коли функція приймає не тільки додатні дійсні значення. Наприклад, тому що логарифм добутку дорівнює сумі логарифмів множників
{\displaystyle (\log uv)'=(\log u+\log v)'=(\log u)'+(\log v)'.\!}
Таким чином для додатно-дійсних функцій, логарифмічна похідна добутку - це сума логарифмічних похідних множників. Також можна використати тотожність Лейбніца для знаходження похідної добутку:
{\displaystyle {\frac {(uv)'}{uv}}={\frac {u'v+uv'}{uv}}={\frac {u'}{u}}+{\frac {v'}{v}}.\!}
Таким чином,  для будь-яких функцій логарифмічна похідна добутку - це сума логарифмічних похідних множників (де вони визначені).
Аналогічно, (в дійсності це наслідок), логарифмічна похідна оберненої функції є логарифмічна похідна первісної функції помножена на {\displaystyle -1}:
{\displaystyle {\frac {(1/u)'}{1/u}}={\frac {-u'/u^{2}}{1/u}}=-{\frac {u'}{u}},\!}
як і у випадку із логарифмом оберненого додатного числа.
Логарифмічна похідна ділення - це різниця логарифмічних похідних діленого і дільника:
{\displaystyle {\frac {(u/v)'}{u/v}}={\frac {(u'v-uv')/v^{2}}{u/v}}={\frac {u'}{u}}-{\frac {v'}{v}},\!}
як і логарифм дробу дорівнює різниці діленого і дільника.
Логарифмічна похідна степеня (з константним дійсним показником) є добутком показника і логарифмічної похідної основи:
{\displaystyle {\frac {(u^{k})'}{u^{k}}}={\frac {ku^{k-1}u'}{u^{k}}}=k{\frac {u'}{u}},\!}
як і логарифм степеня є добутком показника і логарифма основи.